# Arkady Dvorkovich
Arkady Vladimirovich Dvorkovich (tiếng Nga: Арка́дий Влади́мирович Дворко́вич) (sinh ngày 26 tháng 3 năm 1972) là nhà kinh tế học và chính khách người Nga. Hiện tại, ông đang giữ chức vụ làm chủ tịch Liên đoàn Cờ vua Quốc tế (FIDE) kể từ ngày 3 tháng 10 năm 2018.